# Karin Saarsen
Karin Saarsen (bürgerlicher Name seit 1959 Karlstedt, * 31. Dezember 1926 in Tartu; † 25. Januar 2018 in Stockholm) war eine estnische Schriftstellerin und Journalistin.

## Leben
Saarsens Vater war ein estnischer Offizier (Oberst), ihre Mutter Polin. Die Kindheit verbrachte sie in Elva und Riga, wo ihr Vater von 1934 bis 1938 als Militärattaché stationiert war. 1940 übersiedelte die Familie nach Deutschland, wo sie einige Jahre in Berlin zur Schule ging, ehe sie 1942 ins von Deutschland besetzte Estland zurückkehrte. Hier machte Saarsen 1944 Abitur am Jakob Westholmschen Gymnasium in Tallinn, ehe sie im selben Jahr Estland endgültig wieder verließ.
Danach lebte Saarsen zunächst in einem Flüchtlingslager in Deutschland. 1947 ging sie nach England, wo sie in London Journalistik studierte. Seit 1949 lebte sie in Schweden, wo sie von 1960 bis 1963 an der Universität Stockholm studierte und 1970 den Titel MA erlangte. Sie arbeitete in verschiedenen Zeitungsredaktionen und war später als freiberufliche Journalistin und Schriftstellerin tätig.

## Werk
Saarsens erstes Gedicht erschien noch während des Zweiten Weltkriegs in Estland, ihr erster Gedichtband erschien jedoch erst 1961 im schwedischen Exil. In ihrer Lyrik ist die Liebe das „alles beherrschende Thema“, wobei die Kritik feststellte, dass der größere Teil ihrer Liebesdichtung „mutig, trotzig, frei von Konventionen und herausfordernd sinnlich wie bei der jungen Marie Under“ ist, die als ihr Vorbild angesehen werden kann.
Größere Anerkennung erzielte Saarsen mit ihrem schmalen Prosawerk, in dem Erotik und Politik gekonnt miteinander verbunden werden.

## Auszeichnungen
- 1995 Kulturpreis des Verbandes der Esten in Schweden

## Bibliographie
- Sisalik kivil ('Die Eidechse auf dem Stein'). Stockholm: s.n. 1961. 52 S.
- Rippuval sillal ('Auf der hängenden Brücke'). Stockholm: s.n. 1964. 76 S.
- Vallutajad. Novelle ('Die Eroberer. Novellen'). Stockholm: EMP 1967. 304 S.
- Ühest õnnelikust õnnetust armastusest ('Über eine glückliche unglückliche Liebe'). Stockholm: EMP 1968. 81 S.
- Lohengrini lahkumine ('Lohengrins Abschied'). Stockholm: EMP 1972. 76 S.
- Üksilduse aastaajad ('Jahreszeiten der Einsamkeit'). Lund: Eesti Kirjanike Kooperatiiv 1977. 79 S.
- Poola suvi ('Der polnische Sommer'). Tallinn: Eesti Raamat 1991 (pro 1993). 208 S.
- Lõvi ja orhidee ('Löwe und Orchidee'). Tallinn: Eesti Raamat 2002. 127 S.